# 4783 Восон
4783 Восон (4783 Wasson) — астероїд головного поясу, відкритий 12 січня 1983 року.
Тіссеранів параметр щодо Юпітера — 3,352.